# Jabel Mukaber
Jabel Mukaber (en árabe: جبل مكبر‎, hebreo: ג'בל מוכאבר) es una localidad palestina de la Gobernación de Jerusalén o un barrio predominantemente palestino del sur de Jerusalén Este, dependiendo de si se atiende al sistema administrativo palestino o al israelí, respectivamente. Colinda con el asentamiento israelí de Talpiot del Este y los barrios palestinos de Abu Tor, Silwan y Sur Baher. En 2005, Jabel Mukaber tenía una población aproximada de 14 000 habitantes.

## Historia
Según una leyenda local, Jabel Mukaber recibe su nombre de Umar ibn al-Jattab, discípulo de Mahoma y segundo califa ortodoxo, quien gritó Allahu Akbar en este lugar. 

### Mandato británico de Palestina y ocupación jordana
Durante la época del Mandato británico de Palestina (1920-1948), las oficinas del Alto Comisionado británico (el representante del Imperio Británico en Palestina) se encontraban en Jabel Mukaber. Durante la guerra árabe-israelí de 1948, los Hermanos Musulmanes egipcios lucharon contra las fuerzas judías en la zona. Tanto Jabel Mukaber como el resto de barrios y pueblos palestinos de Jerusalén Este quedaron bajo un régimen de ocupación jordana al concluir la guerra.

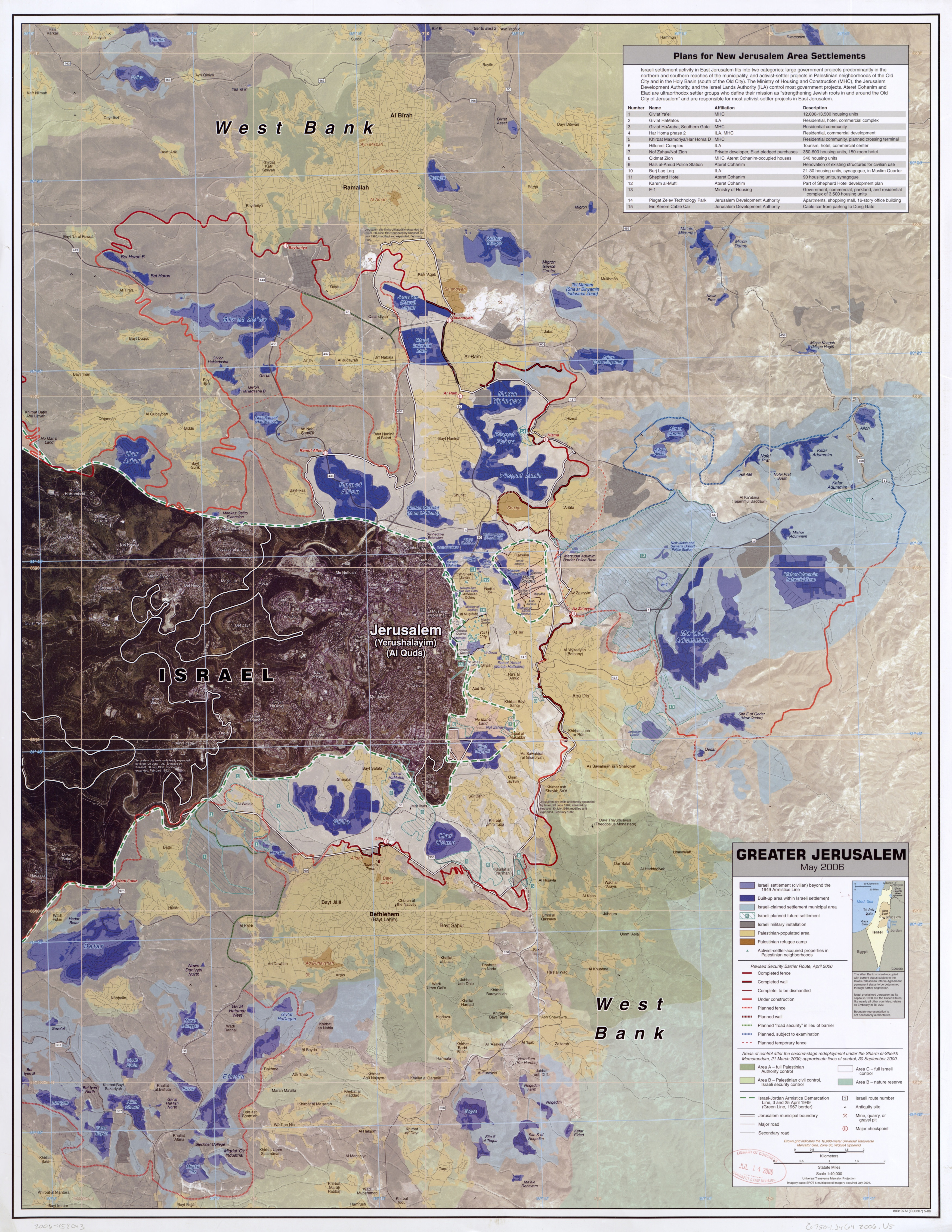
Jabel Mukaber en mitad del mapa de Jerusalén.

### Ocupación israelí
Desde de la guerra de los Seis Días en 1967, Jabel Mukaber ha permanecido bajo ocupación israelí. Israel amplió unilateralmente las fronteras del municipio de Jerusalén y emplazó seis de los siete vecindarios de Jabel Mukaber dentro de estas.
Según un estudio del Applied Research Institute of Jerusalem, Israel ha confiscado tierras de Jabel Mukaber para construir dos asentamientos: requisó 544 dunams para la construcción de Talpiot del Este y 140 dunams para Nof Zion. Los asentamientos israelíes son ilegales según el derecho internacional, dado que violan la cuarta Convención de Ginebra, cuyo artículo 49 prohíbe el traslado de población de la potencia ocupante al territorio ocupado.
Talpiot del Este fue construido en 1970 en las cercanías de Jabel Mukaber durante el boom urbanístico que siguió a la guerra de los Seis Días. Desde el inicio de la Segunda Intifada, Jabel Mukaber se ha convertido en escenario de numerosas manifestaciones, protestas y disturbios en apoyo de la causa palestina.

## Demografía
Cuando Israel se anexionó unilateralmente Jerusalén Este en 1980, movimiento considerado ilegal por la comunidad internacional, no concedió la ciudadanía israelí a sus habitantes palestinos, sino que los calificó de "residentes permanentes". En caso de desear solicitar dicha nacionalidad, los habitantes palestinos de Jabel Mukaber y de otros barrios de Jerusalén Este deben iniciar un proceso administrativo de varios años. Sin embargo, la enorme mayoría de los habitantes de Jabel Mukaber han rechazado solicitar la ciudadanía israelí durante las últimas cinco décadas para demostrar su solidaridad con los palestinos de Cisjordania y, por lo tanto, mantienen su estatus de residentes permanentes. Como titulares de un carné de identidad azul, tienen amplia libertad de movimiento dentro de Israel y tienen acceso a ciertos servicios sanitarios, de desempleo y a otros beneficios similares. Sin embargo, no tienen derecho de voto en las elecciones israelíes, aunque sí en las municipales de Jerusalén, que la mayoría de los habitantes de Jabel Mukaber boicotean para evitar normalizar la ocupación israelí. 

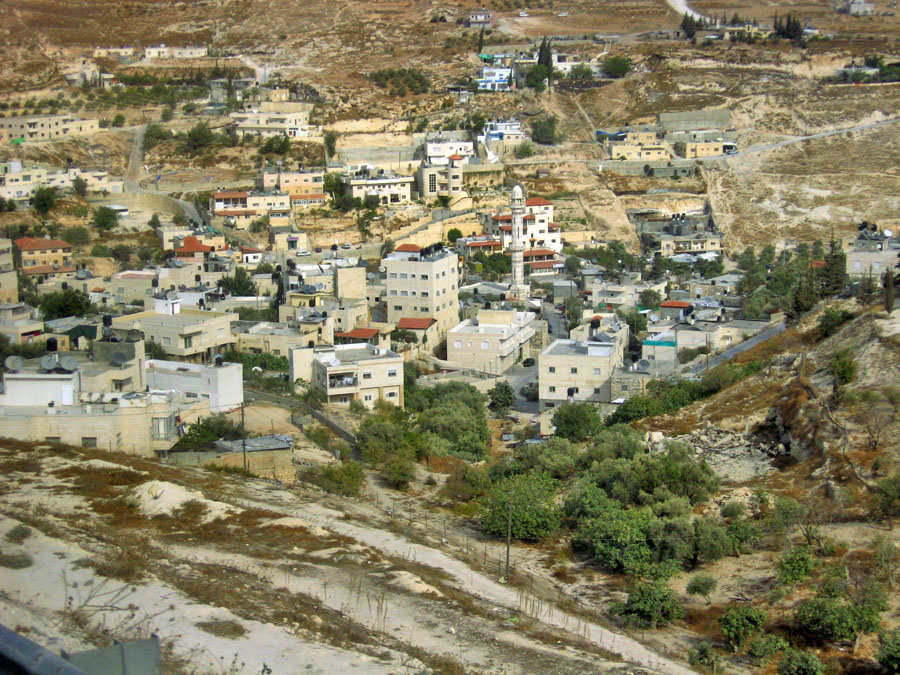
Viviendas ubicadas en la parte baja de Jabel Mukaber

La construcción del muro de separación israelí de Cisjordania ha partido Jabel Mukaber por la mitad y ha dejado a algunos habitantes de la localidad en el lado palestino del muro, lo que significa que han perdido sus carnés de identidad israelíes y poseen, en cambio, sus equivalentes palestinos. Esto les ha supuesto la prohibición de acceso a Israel y a la propia ciudad de Jerusalén. El muro atraviesa el corazón de la localidad y, en numerosas ocasiones, ha separado a miembros de la misma familia e interrumpido sus vínculos familiares. Jabel Mukaber también recibe pocos fondos municipales para servicios básicos, lo que supone colapsos del sistema de alcantarillado y escasez de aulas.

## Lugares de interés
En 2008 se inauguró un monumento a la tolerancia esculpido por Czesław Dźwigaj y Michal Kubiak. Este monumento se encuentra en una colina que marca los límites entre el asentamiento judío de Talpiot del Este y la localidad palestina de Jabel Mukaber, justo frente a la sede de las Naciones Unidas en Jerusalén. El monumento fue financiado por el empresario polaco Aleksander Gudzowaty como un símbolo para promover la paz en el conflicto palestino-israelí.